# Saint Lawrence (parish i Jersey)
Saint Lawrence är en parish i kronbesittningen Jersey. Den ligger i den centrala delen av Jersey, 4 km nordväst om huvudstaden Saint Helier. Antalet invånare är 5 418. Arean är 9,5 kvadratkilometer. Saint Lawrence ligger på ön Jersey. Saint Lawrence gränsar till Saint Helier och Saint Peter.
Terrängen i Saint Lawrence är platt.